# Возвращение блудного попугая (первый выпуск)
«Возвращение блудного попугая» — первый фильм из серии советских мультипликационных историй о похождениях попугая Кеши.

## Персонажи
Ключевые персонажи (действующие во всех трёх выпусках мультфильма) прописаны в основной статье «Возвращение блудного попугая».
В первом выпуске можно выделить лишь воробья. В произведениях А. Курляндского (в частности, в повести «Вы не были на Таити?») его зовут Коля. В мультфильме по имени не называется.
Коля — невзрачный, ничем не примечательный воробей с доброй душой. Примечательно, что сам Кеша, найдя дом хозяина, забывает о голодном друге, оставляя его на морозе.

## Сюжет
Кеша смотрит по телевизору детектив «Петровка, 38», мешая Вовке делать уроки, и игнорирует просьбы последнего сделать потише. Тогда Вовка просто отключает телевизор. Расстроенный попугай пытается привлечь к себе внимание, но хозяин непреклонен. Поругавшись с Вовкой, Кеша бросается с балкона, надеясь тем самым проучить хозяина.
Наступает ночь, и попугай не знает, как вернуться домой, так как забыл, из какого окна вылетел, а дома очень похожи друг на друга. Утром обитатели двора (кот, ворона и воробьи) собираются у дерева, на котором заночевал попугай. Он даёт им концерт и в благодарность получает кучу продуктов с местной свалки.
Вскоре приходит осень. Выступления попугая надоедают слушателям, так как «репертуар» Кеши не меняется, в результате добывать пропитание становится всё труднее. Выпадает снег, Кеша летает по чужим балконам, пытаясь чем-нибудь поживиться, и случайно в одном из окон замечает Вовку. Происходит радостная встреча, сопровождаемая лаем щенка, которого мальчик успел за это время завести.
Попугай снова смотрит телевизор на полную громкость, но на то, что Вовка это замечает, Кеша отвечает, что это щенку не слышно.

## Создатели
- авторы сценария — Александр Курляндский, Валентин Караваев
- режиссёр — Валентин Караваев
- художник-постановщик — Анатолий Савченко
- оператор — Светлана Кощеева
- композитор — Александр Раскатов
- звукооператор — Владимир Кутузов
- ассистент режиссёра — Зоя Кредушинская
- монтажёр — Ольга Василенко
- художники-декораторы: Э. Антушева, Вера Харитонова, Аркадий Мелик-Саркисян
- художники-мультипликаторы: Виолетта Колесникова, Галина Зеброва, Александр Горленко, Юрий Кузюрин, Виктор Арсентьев, Владимир Крумин
- редактор — Елена Никиткина
- директор — Лилиана Монахова

### Фильм озвучивали
- Геннадий Хазанов — попугай Кеша
- Маргарита Корабельникова — Вовка
- Зинаида Нарышкина — ворона
- Александр Баранов[2] — Кот (голосовые эффекты)
- Эдуард Назаров[3] — Кот (реплика «Нас и здесь неплохо кормят!»)

## Музыка в мультфильме
Вся музыка в мультфильме написана композитором Александром Раскатовым. Кроме того, Кеша в мультфильме цитирует и пародирует тексты следующих популярных песен:
- «Good bye, my love, good bye!» (Демис Руссос);
- «Родительский дом» (музыка Владимира Шаинского);
- «Миллион алых роз» (музыка Раймонда Паулса).

В моменте с листопадом играет аранжированный отрывок из мелодии «Жаворонок» Ариэля Рамиреса, известной, как главная тема телепередачи «В мире животных».